# Kamp (estetyka)

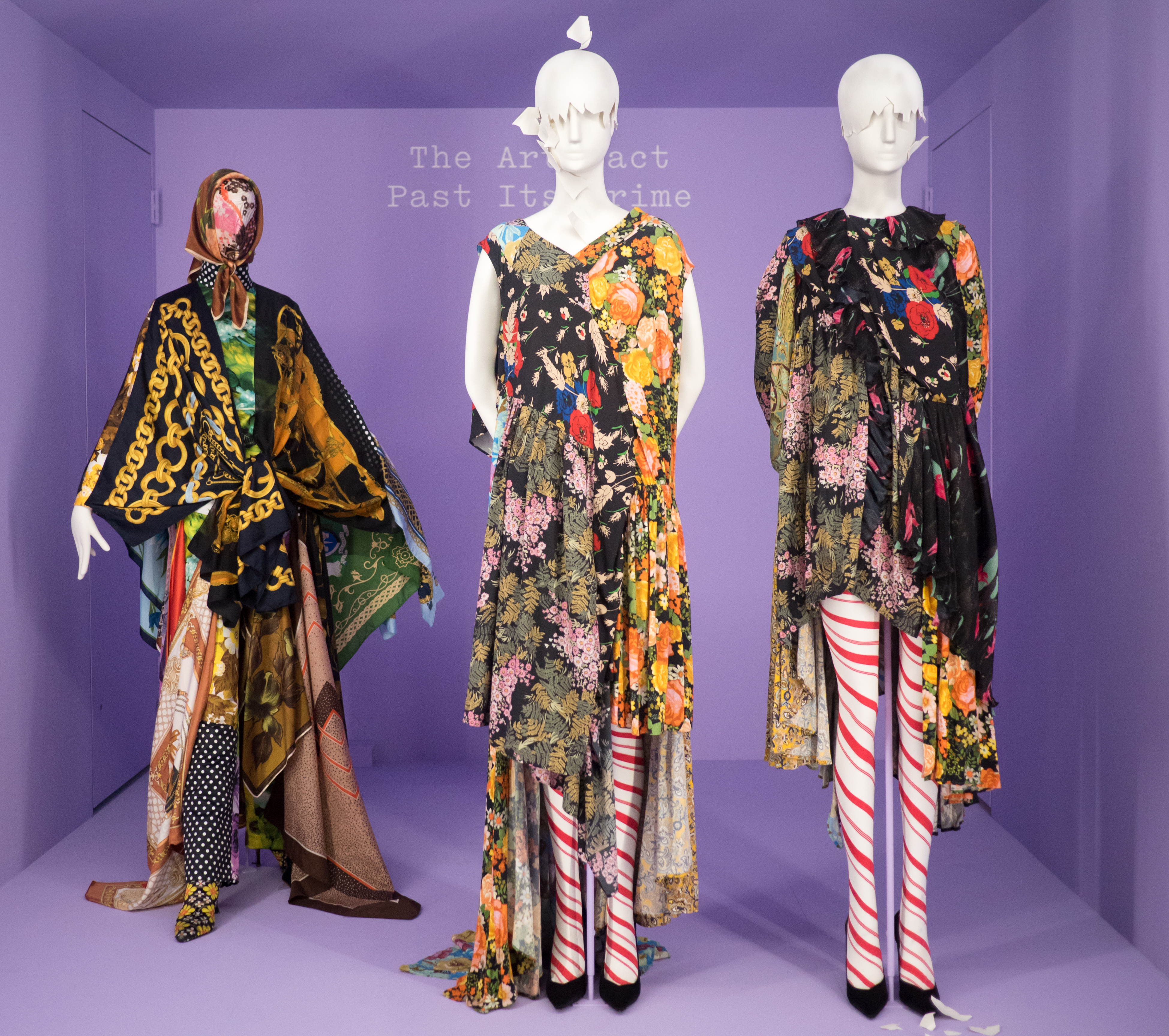
Fragment wystawy Camp: Notes on Fashion w Metropolitan Museum of Art

Kamp (także camp) – konwencja stylistyczna przypisująca pewnym rzeczom wartość dlatego, że są w złym guście, lub z powodu ich wymowy ironicznej. Jako część antyuniwersyteckiej obrony kultury popularnej w latach 60. XX wieku, estetyka kampu stała się popularna razem z szeroko upowszechniającymi się postmodernistycznymi poglądami na kulturę.

## Etymologia terminu
Słowo „kamp” pochodzi od francuskiego slangowego terminu camper, który oznacza „pozować na kogoś, zachowywać się w przesadzony sposób”. Można je też wywodzić od łacińskiego „campus”, oznaczającego „pole, gospodarstwo, wieś”, sugerując tym samym związek ze stereotypowym zachowaniem przypisywanym ludom wiejskim, zatem „prowincjonalnym”.
Oksfordzki słownik języka angielskiego (OED) po raz pierwszy odnotowuje to słowo w roku 1909, przypisując mu następujące znaczenia:
- ostentacyjne, przerysowane, afektowane, teatralne, zniewieściałe lub nieheteronormatywne
- naśladujące lub charakterystyczne dla osób nieheteronormatywnych

jako rzeczownik:
- mężczyzna zachowujący się w ten sposób.

Według OED etymologia tego słowa jest nieznana. W związku z ujednolicaniem się kultury popularnej na świecie, słowo to pojawiło się także w języku polskim, początkowo używane głównie przez osoby zajmujące się teorią kultury, kulturą gejowską i queer studies, obecnie także za pośrednictwem anglojęzycznych programów rozrywkowych trafiło do uzusu.

## Notatki o kampie
W 1964 roku Susan Sontag opublikowała głośny esej Notes on Camp, w którym zawarła refleksje na temat zjawiska kampu oraz kampowego pojmowania „złej sztuki” – kiczu. Istotą kampu według Sontag jest umiłowanie tego, co nienaturalne, a więc wszelkiej sztuczności i przesady. To rodzaj estetyzmu, czy raczej estetycznego sposobu widzenia, który nie widzi świata w kategoriach piękna, lecz w kategoriach sztuczności i stylizacji. Istnieje jednak nie tylko kampowy sposób patrzenia na rzeczy; można go rozpoznać w przedmiotach i wytworach kultury, a nawet w zachowaniach. 
Jako „kanon kampu” Sontag wymienia m.in. teledyski emitowane w Scopitone, Jezioro łabędzie, King Konga, komiksy o Flashu Gordonie, elementy ubioru kobiet z lat dwudziestych XX wieku (boa z piór, suknie z frędzlami) etc. 

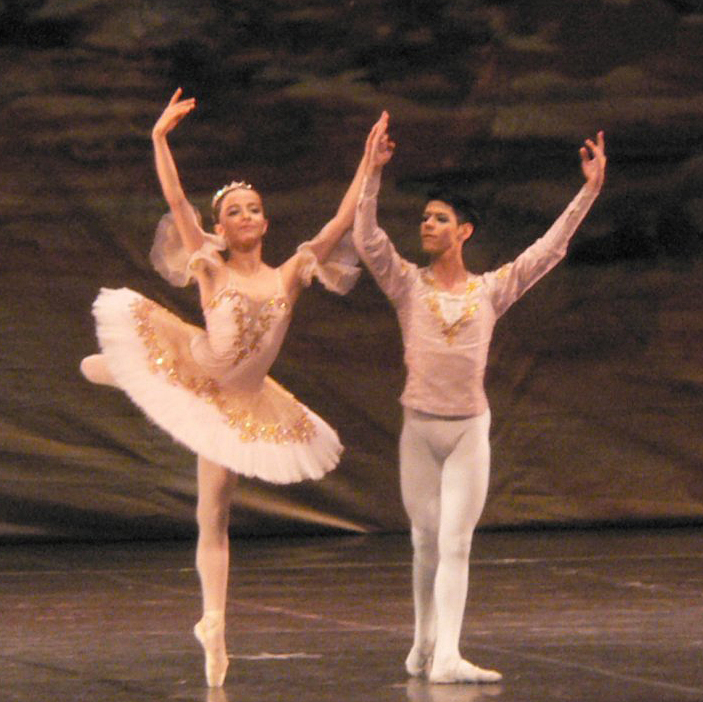
Balet – kampowa dziedzina sztuki według Sontag

Sztuka kampowa według Sontag jest często sztuką dekoracyjną (nierzadko kosztem treści) – na przykład balet i opera jako dziedzina sztuki jest określana jako kamp. 

Wiele okazów kampu jest z „poważnego” punktu widzenia złą sztuką lub kiczem. Nie wszystko jednak. Nie tylko, że kamp niekoniecznie musi być złą sztuką, ale sztuka, którą można określić jako kamp, czasem zasługuje na jak najpoważniejszą uwagę i podziw.

Kamp to uwielbienie wszystkiego, co przesadne, co „się nie mieści”; to miłość do rzeczy będących tym, czym nie są. Autorka podaje przykład secesji: instalacje oświetleniowe mają kształt kwitnących roślin, salon jest grotą, wejście do metra to kwiaty z lanego żelaza. Nie chce jednak, aby secesja była rozumiana tylko jako kamp; przyznaje, że i w niej pojawiały się treści polityczno-społeczne, że zdarzało jej się łączyć smak z polityką.
Innym przykładem jest malarstwo i poezja prerafaelitów, jako realizacja kampowego upodobania do osób odbiegających od normy – interpłciowych. Kamp bowiem to triumf stylu obojnackiego (zamienialność „mężczyzny” i „kobiety”, „osoby” i „rzeczy” – nieprzypadkowo w cudzysłowie, bowiem kamp nigdy nie mówi o mężczyźnie itd, ale o „mężczyźnie” itd.).
Za początki kampowego stylu Sontag uznaje pojawienie się powieści gotyckich, karykatur, sztucznych ruin w XVIII wieku. Według niej tamten okres to uprzywilejowanie sztuczności, zewnętrzności i symetrii; upodobanie rzeczy malowniczych i emocjonalnych, konwencjonalnej elegancji; epigram i rymowany kuplet (w słowach), zawijas (w gestach), fanfara (w muzyce). Również później pojawiało się wiele elementów kampowych (np. rokokowe kościoły), opery Mozarta, czy styl życia Oscara Wilde’a. Sontag dostrzega jednak pewne różnice między dzisiejszym a dawniejszym kampem, na przykład w kwestii stosunku do przeszłości albo do natury.
Istnieje wiele punktów styczności między kampem a kiczem – na przykład obrazy inkrustowane klejnotami, na których owady i szpary w murze wyglądają „jak żywe” nieuchronnie przywołują na myśl kicz, a to według autorki klasyczny kamp. Kamp jest sztuką, która chce być poważnie traktowana, ale nie można jej traktować zupełnie poważnie, bo jest jej „za wiele”. Istnieją jednak zasadnicze różnice pomiędzy kampem a kiczem: nie może być kampem coś, co jest stworzone bez pasji, gdzie nie da się wyczuć niepohamowanej wrażliwości. Wymieniane często przez historyków sztuki niektóre obrazy Salvadora Dalego jako przykłady kiczu są uważane przez Sontag za coś na obrzeżach.